# Ланцки-Отто, Вильгельм
Вильге́льм Ла́нцки-О́тто (дат. Wilhelm Lanzky-Otto; 30 января 1909, Копенгаген — 13 апреля 1991) — датский валторнист, пианист и музыкальный педагог, один из ярчайших представителей скандинавской валторновой школы.

## Биография
Вильгельм Ланцки-Отто родился в семье музыкантов в Копенгагене. Его отец Фредерик Ланцки-Отто был органистом, певцом и преподавателем вокала, а мать Анна — пианисткой. Прежде чем выбрать валторну в качестве основного инструмента, Ланцки-Отто занимался на фортепиано, органе и скрипке и в 1928 году даже поступил в Копенгагенскую консерваторию по классу фортепиано. В 1934 году в Париже он брал уроки у известного пианиста Робера Казадезюса. Впоследствии он сам некоторое время преподавал фортепиано в консерватории Рейкьявика.
В начале 1927 года он начал заниматься на валторне под руководством известного датского валторниста и педагога Ханса Сёренсена и сделал такие успехи, что уже через два года стал солистом симфонического оркестра Зеландии. Впоследствии он занимал должность солиста в таких ведущих скандинавских оркестрах как Датский национальный симфонический оркестр, Датский королевский оркестр, Исландский симфонический оркестр и Гётеборгский симфонический оркестр. С 1956 по 1967 годы Ланцки-Отто был солистом Королевского Стокгольмского симфонического оркестра. В 1967 году он оставил место солиста, но продолжал работать в оркестре до 1975 года.
Наибольшей известности Вильгельм Ланцки-Отто добился как один из наиболее выдающихся валторнистов-педагогов XX века. В течение многих лет он преподавал валторну в Королевской академии музыки в Стокгольме. Среди его учеников Фройдис Рее Векре, Сёрен Херманссон, Джеймс Макдональд, Рольф Бенгтссон а также его сын Иб Ланцки-Отто. В 1978 году Ланцки-Отто был избран почётным членом Международного общества валторнистов.